# Réserve indienne de Pine Ridge
Pine Ridge est une réserve indienne américaine de la tribu des Oglalas située au Dakota du Sud et créée en 1889 lors du démantèlement de la Grande Réserve sioux.

## Démographie
En 2015, sa population s'élevait à 19 541 habitants, selon l'American Community Survey.
| Groupe            | Pine Ridge | Dakota du Sud | États-Unis |
| ----------------- | ---------- | ------------- | ---------- |
| Amérindiens       | 88,0       | 8,8           | 0,9        |
| Blancs            | 9,8        | 85,9          | 72,4       |
| Métis             | 1,8        | 2,1           | 2,9        |
| Autres            | 0,4        | 3,2           | 23,8       |
| Total             | 100        | 100           | 100        |
|                   |            |               |            |
| Latino-Américains | 2,1        | 2,7           | 16,7       |

## Histoire au XIXème siècle
La réserve est le lieu du massacre de Wounded Knee, l’affrontement qui a conclu la résistance des Sioux le 29 décembre 1890, avec selon des sources contestées 260 morts dont des dizaines de femmes et d’enfants, des photos d’époque montrant une fosse commune et des soldats de la 7e cavalerie, fiers de la revanche sur le « dernier combat » du général Custer. 

## Histoire contemporaine

### Evénements de 1973: l'occupation de Wounded Knee
Publié en 1970, le livre "Bury My Heart in Wounded Knee" ("Enterre mon cœur à Wounded Knee"), de Dee Brown, un bibliothécaire de l’Arkansas, a "désespéré les tribus" en faisant "la chronique de l’extinction amérindienne". Il deviendra le livre « indien » le plus vendu dans le monde et contribue l'occupation de Wounded Knee en février 1973, qui a duré soixante et onze jours, opérée par 200 militants sioux de l'American Indian Movement, 

### Evénements de 1975 à Pine Ridge
L'occupation de Wounded Knee amène le "Counter Intelligence Program" du FBI, déjà rodé contre le Black Panther Party, à décupler la surveillance de la réserve, en tentant d’infiltrer les rebelles.
Le gouvernement tribal de Dick Wilson, en négociations pour vendre un huitième du territoire Oglala, a formé alors une milice privée, les « Goons », pourchassant les militannts ce qui entraine entre 1973 et 1976 une cinquantaine de meurtres restés impunis.
Un article du 1er mars 1975 du journal clandestin du Weather Underground, consacré à la répression de l’ American Indian Movement (AIM), affirme que sept membres ou sympathisants de l'AIM, dont deux femmes et un enfant, ont été assassinés.
Au printemps 1975, des militants de l’ American Indian Movement (AIM) furent appelés en renfort dans cette réserve par les anciens du peuple sioux Iakota pour les prémunir du harcèlement violent dont ils étaient l’objet de la part des policiers fédéraux. Jack R. Coler et Ronald A. Williams, deux agents spéciaux du FBI recherchent pour interrogatoire un jeune homme à la suite de l'attaque de deux ranchs.
Le 25 juin 1975, démarre une fusillade qui dure toute la journée, à la suite d'un guet-appens tendu aux militant sioux. Les deux agents du FBI sont tués. Sur une quarantaine de participants, seuls quatre sont arrêtés, dont deux qui seront acquittés dès 1976 par un juge de Cedar Rapids (Iowa) pour cause de légitime défense. Parmi les deux Robert Robideau, cousin de Leonard Peltier. Ce dernier, militant de l’American Indian Movement, est parti avec Dennis Banks dans un camping-car prêté par Marlon Brando, l’ami de la cause indienne. En novembre, à Milwaukee, dans le Wisconsin, tous deux échappent à une tentative d'arrestation qui donne lieu à une nouvelle fusillade.
Sur les affaires des agents tués, on trouve les empreintes de Peltier et il devient, le 22 décembre 1975, la 335e personne à être inscrite sur la liste des dix fugitifs les plus recherchés du FBI. Arrêté au Canada, puis extradé à la suite d’un faux témoignage grossier, il est incarcéré et accusé du meurtre des deux agents du FBI, puis condamné  le 2 juin 1977 à perpétuité lors d'un procès controversé.Il sera le seul à avoir été incarcéré dans l'affaire.

### Années 1980-1990
Dans les années 1980-1990, des projets de mines d'uranium et d'un site d'essais nucléaires mené par la compagnie Honeywell ont menacé la communauté. Une femme Oglala, mère de huit enfants,  JoAnn Tall a installé son tipi sur le site jusqu'à l'abandon du projet.

## Difficultés sociales
Huitième réserve indienne des États-Unis par la taille, c'est la plus pauvre et l'un des lieux les plus pauvres du pays.

### Sous-emploi et sous équipement
Le chômage dans la réserve est de 90 %, et 97 % de sa population vit sous le seuil de pauvreté. Un tiers des familles n'ont pas d'électricité, de téléphone, d'eau courante ou de tout à l'égout.

### Santé
La population souffre de diabète dû à la malnutrition (trop peu de produits frais), de dépression, d'alcoolisme, même si la vente d'alcool est interdite ), et de toxicomanie notamment par la « meth ».

### Mortalité infantile
Le taux de mortalité infantile est 300 % plus élevé que la moyenne nationale et le taux de suicide des adolescents 150% plus élevé.

### Espérance de vie
L'espérance de vie est une des plus faibles de l'hémisphère ouest : 47 ans pour les hommes et 52 pour les femmes).

## Dans la culture populaire

### Cinéma
- Le film "Cœur de tonnerre", sorti en 1992 rappelle par son scénario, parfois romancé, le drame de 1975, quand des militants de l’AIM avaient été appelés en renfort sur la réserve de Pine Ridge par les anciens du peuple sioux Iakota pour les prémunir du harcèlement violent dont ils étaient l’objet de la part des policiers fédéraux[6].